# لين نورمان
لين نورمان (بالإنجليزية: Len Norman)‏ هو لاعب كرة قدم أسترالية أسترالي، ولد في 9 أكتوبر 1885، وتوفي في 20 أكتوبر 1944.

## وصلات خارجية
- لين نورمان على موقع AustralianFootball.com (الإنجليزية)
- لين نورمان على موقع AFLtables.com (الإنجليزية)